# Edmond Lay
 (juin 2015).
Pour les articles homonymes, voir Lay.
Edmond Lay est un architecte français né le 1er juillet 1930 à Lannemezan dans les Hautes-Pyrénées et mort le 2 novembre 2019 à Barbazan-Debat,.

## Biographie

### Jeunesse et voyage aux États-Unis
Edmond Lay passe son enfance dans sa région natale avant de faire ses études d’Architecture à l’École nationale supérieure des beaux-arts de Paris. Il y fréquente notamment l'atelier Gromort-Arretche dirigé par l’architecte Louis Arretche, qui l’emploie également dans son agence Arretche-Karasinki. En 1958, à un an d'obtenir son diplôme, Edmond Lay est sur le point d’abandonner ses études qu’il juge alors trop empreintes de classicisme et d’académisme. Louis Arretche l'encourage à mettre en suspens sa formation pour réaliser des voyages initiatiques. 
Il part donc pour la première fois en Afrique du Nord où il prend conscience de l’importance du rôle joué par la lumière dans l’architecture traditionnelle de terre. 
Puis, quatre années durant, il se lance à la découverte des États-Unis où il est conduit à enseigner l’architecture à l'Université Notre-Dame-du-Lac de South Bend dans l’Indiana, puis à l'Université Cornell dans l'État de New York. 
C'est au cours de ce séjour qu'il rencontre pour la première et dernière fois celui qui deviendra son éternelle source d’inspiration : l’architecte américain Frank Lloyd Wright, qui décède seulement trois mois après qu'ils ont fait connaissance, rendant ainsi impossible leur éventuelle collaboration. 
À l’issue de cette rencontre mémorable, Edmond Lay entame une visite exhaustive de toutes les réalisations de Wright afin de s’imprégner de l’essence d'une œuvre majeure qui sera le fil conducteur de toutes ses futures réalisations. 
« Frank Lloyd Wright […] est pour moi le plus grand architecte depuis le XIXe siècle. Dans son œuvre j'apprécie surtout la science de la structure, l’intelligence de la conception, la lumière, la matière, la relation avec les lieux et surtout cette immense modestie de l’architecture qui sait s’inscrire dans un paysage magnifique, comme dans une urbanisation triviale. »
En 1959, Edmond Lay rentre à Paris pour passer son diplôme d’architecte et revient ensuite enseigner aux États-Unis à l’Université de Cornell. 
Ce voyage est l’occasion de rencontrer à Scottsdale, Arizona, une autre figure emblématique : Paolo Soleri, lui-même ancien élève de Wright. Il travaille à partir de 1961 dans son agence, au sein de laquelle émergent les concepts alors novateurs et avant-gardistes que sont l’écologie et les villes utopiques liées à la primitivité de leur construction et l’autonomie de leur fonctionnement.

### Retour en France
L'enseignement d'Edmond Lay est remarqué par la prestigieuse Université Harvard, qui lui propose alors un poste d’enseignant en architecture, mais qu’il refuse dans l’optique grandissante de revenir en France pour établir, en 1962, son agence dans sa région natale, plus exactement à Piétat près de Tarbes. 
Il conçoit et réalise alors, par ses propres moyens et en auto-construction, sa maison à Barbazan-Debat, à proximité de son agence. Sa carrière prend alors un tournant décisif qui lui permet ainsi de s’imposer dans le Sud-Ouest et d’accéder à de nombreuses commandes publiques et privées que ce soit dans le domaine hospitalier, universitaire ou résidentiel. 
Parallèlement, Edmond Lay gagne deux concours internationaux concernant la réalisation d'ambassades à Abu Dhabi et au Koweït. Mais la guerre du Golfe qui éclate en 1990 met un terme définitif à ces deux projets. Par la suite, il n’aura plus jamais la chance de construire à l’étranger. 
Victime d’un AVC survenu en 1994 lors d'un voyage à Rhodes, et affaibli par les séquelles de cet accident, il cesse toute activité professionnelle et ferme son agence deux ans plus tard, une fois les derniers projets en cours menés à terme.
Sa notoriété lui a valu le statut d’Architecte Conseil du département des Pyrénées Atlantiques, et également celui de Membre de la Commission Régionale des Opérations Immobilières.
De plus, il fut récompensé par le Grand prix national de l’architecture en 1984, ainsi que par la Médaille d'Honneur de l'Académie Française d'Architecture pour l'ensemble de son œuvre en 2007.
Il est également Chevalier de l’Ordre national du Mérite.

## Réalisations
- Immeuble Le Navarre à Tarbes en 1964
- Sa propre maison, en auto-construction à Barbazan-Debat en 1965
- Agence d'Architecture Edmond Lay en 1966
- Campus Sciences et Technologies (ex: Victor Grignard) de l’Université Nancy-I (Aujourd’hui Université de Lorraine) à Vandoeuvre-Lès-Nancy en 1966
- Complexe touristique de Payolle en 1970
- Institut Régional de Formation des Travailleurs Sociaux de Talence en 1973
- Siège social de la Caisse d’Épargne à Bordeaux en 1974 et (classé monument historique le 15 avril 2014)
- La maison Auriol à Gabaston en 1978
- Quartier Array dou sou à Tarbes en 1978
- Aire des Pyrénées en 1987
- Institut Universitaire de Technologie de Tarbes en 1989

## Style
Cet architecte, véritable précurseur dans l’affirmation d’une nouvelle modernité, propose une approche plus sensible et émotionnelle, qui se manifeste par ce souci de confort des usagers, considérés comme d’authentiques promeneurs au sein de leur habitat, par la recherche d’un dialogue entre l’extérieur et l’intérieur et enfin, d’une immersion totale dans le site. 
De plus, cette approche se retrouve dans une architecture organique qui puise son essence dans sa fascination pour Gaudi. 
« J’admire également Gaudí et je suis allé volontairement en pèlerinage à Barcelone pour m’imprégner de l’aspect structurel et de la poésie du grand architecte qui inventa les structures tridimensionnelles et l’architecture organique un siècle avant tous les autres. »
Tel un architecte « en mission » comme il se désigne lui-même, Edmond Lay tente de mettre en corrélation le bien-être biologique, psychologique et social de ses usagers et la fluidité de la circulation dans ses plans. Ainsi, à l’égard de ce précédent échange, son architecture se veut alors parlante, vivante - preuve irréfutable de l’âme qui émane de ses réalisations. 
« L’architecture médiévale m’a marqué énormément pour son apparence : la structure simple, forte et immédiate de cette architecture secrète représente pour moi la plénitude de l’âme. »
On peut retrouver plusieurs thèmes récurrents dans l'œuvre d'Edmond Lay :
- le cadrage ;
- la fluidité ;
- l'angle ;
- la matière ;
- l'atmosphère et la quête de la rassurance.

### Les cadrages
« Par architecture organique j’entends une architecture qui se développe du dedans vers le dehors en harmonie avec les conditions de son existence, en tant qu’elle se distingue d’une autre, qui serait appliquée de l’extérieur », c’est-à-dire que pour Frank Lloyd Wright, chaque architecture doit faire partie intégrante du paysage. Si le travail de l’architecte est réussi, alors il est donc impossible d’imaginer une architecture ailleurs qu’à l’endroit où elle a été pensée. Elle devient un élément du paysage, ils s'intègrent ainsi l'un dans « l'autre »

C’est ce que tente de faire Edmond Lay tout au long de sa carrière. En effet, disciple de Wright, il a intégré les principes de l’architecture organique et notamment celui du cadrage, dont Wright était particulièrement passionné.
Le cadrage permet de créer des vues, des émotions, des expériences dans une seule et même architecture. Il va de pair avec l’implantation de l’édifice sur le site. Élaborant son plan, ses coupes et ses élévations, Edmond Lay doit réfléchir précisément où placer ces différents cadrages pour déterminer leur forme et dimensions. Il offre alors un visuel de qualité, et prend en compte le vécu sensible des utilisateurs de son architecture. La dimension et la forme sont très importantes car elles permettent d’offrir une expérience unique qui dépendra de la position du spectateur. Ainsi en se déplaçant le long d’une ouverture il voit se révéler une variété de paysages.

Lorsque l’on parle de cadrage, chaque élément de la menuiserie, ou du cadre lui-même, est déterminant. 
Par exemple, incliner les baies permet d’offrir aux habitants la sensation que le paysage entre davantage dans la maison, mais également, à l’extérieur, on se rend compte que ce même paysage se reflète dans le vitrage. L'environnement naturel recouvre petit à petit les ouvertures de la maison ; c’est le symbole de la nature qui entre dans l’architecture.

Ensuite, utiliser le débord de toiture permet d’amplifier le système de cadrage car il vient créer un second cadre, autre que celui simplement formé par la menuiserie. Cette conception accentue la trajectoire du regard vers le lointain, et soutient un mouvement de balayage horizontal. Notre regard est happé par l'avancée de la toiture, qui nous conduit à suivre son mouvement, et nous oriente vers ce qui doit être vu. 
On peut donc dire que le cadrage, en architecture, est aussi important que l’architecture elle-même. Il vient limiter une image et ainsi déterminer l’axe du regard, par la mise en place de dispositifs architecturaux qui permettront de fixer un point de vue singulier.

### La fluidité

Trajectoire supposée de l'air à travers un bâtiment
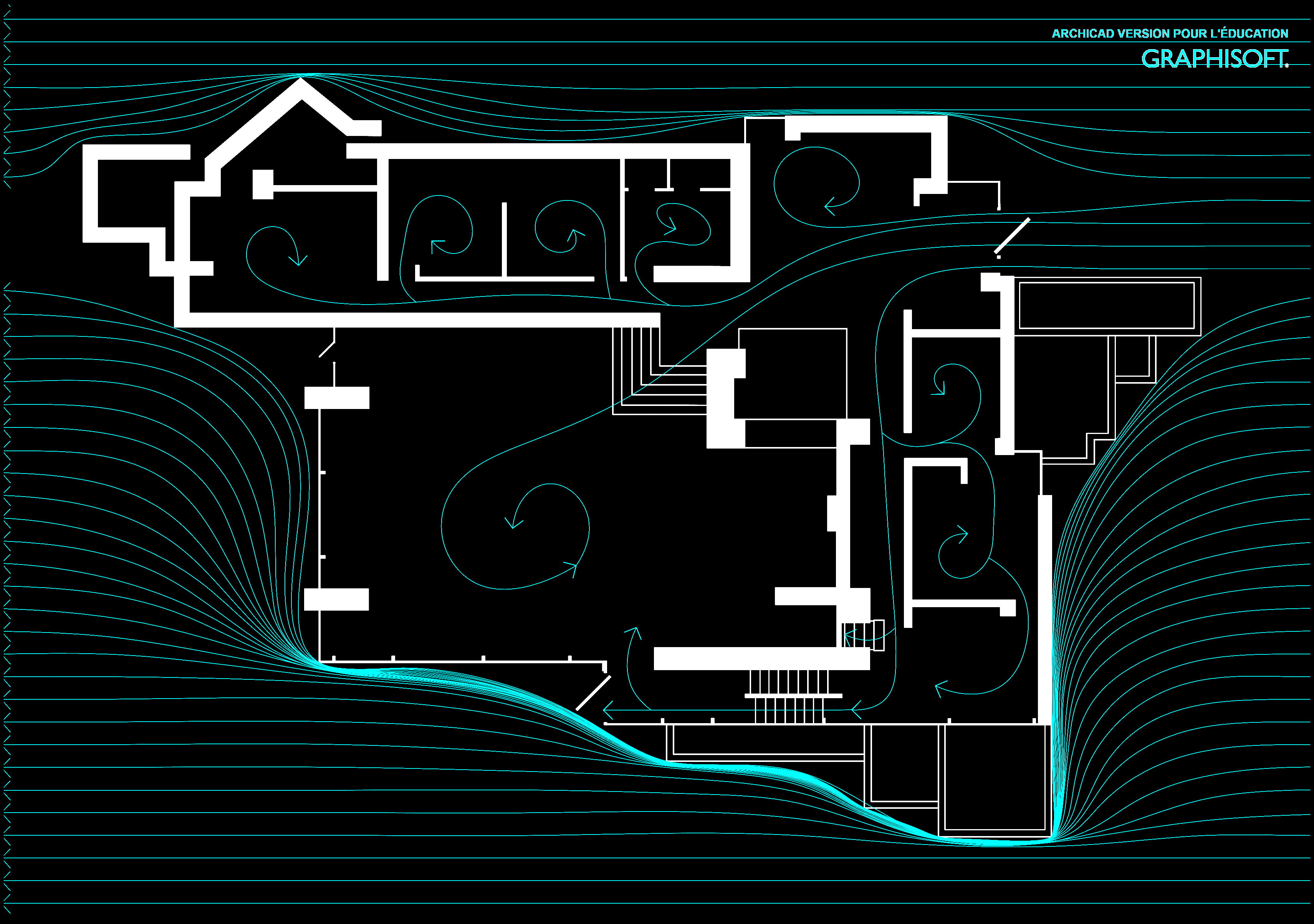
Agence d'Edmond Lay
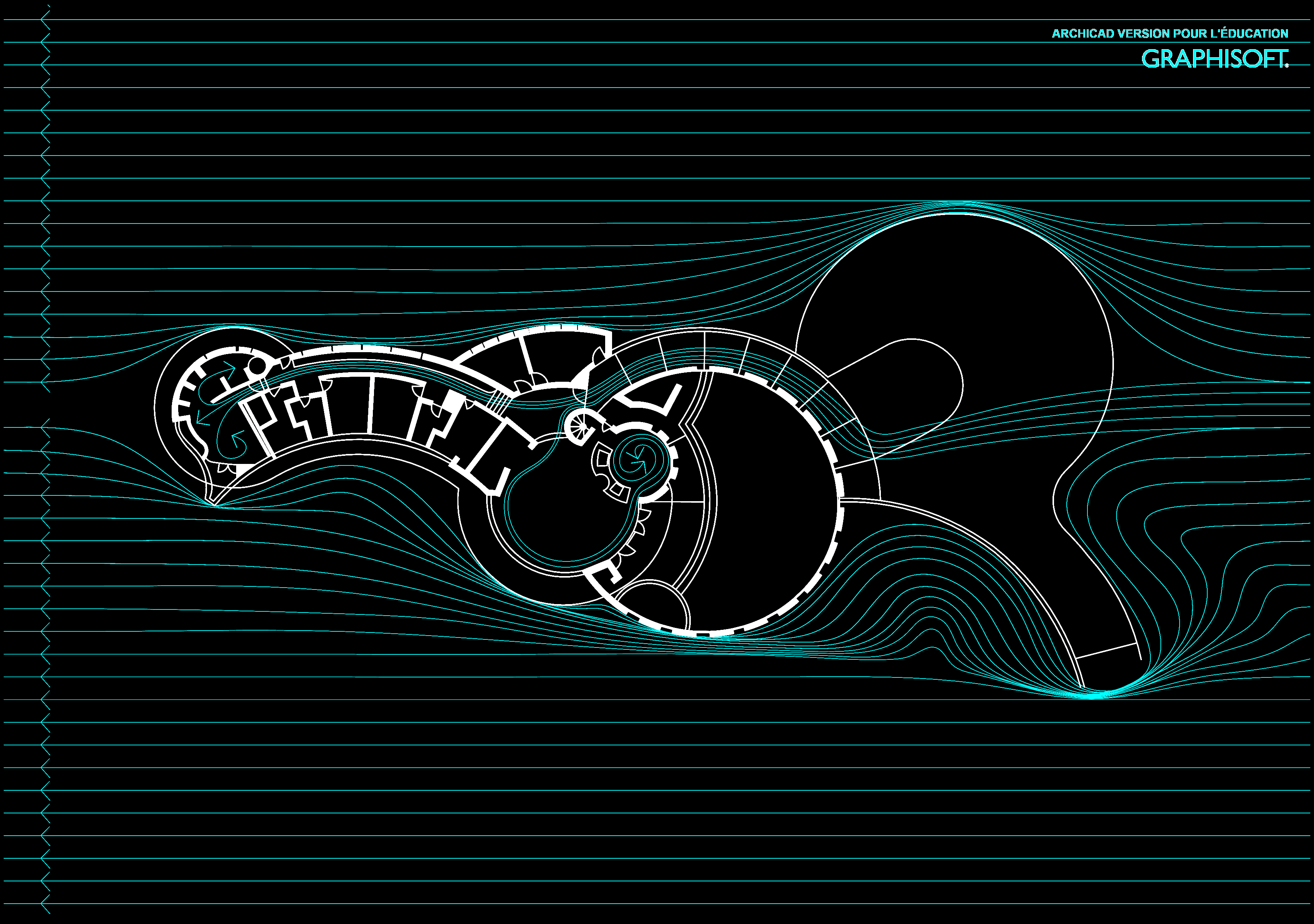
Maison Norman Lykes de Wright

Le plan fluide s’apparente à l’ensemble des espaces ouverts dans lesquels on se déplace librement et facilement ; la circulation est alors sans obstacles et sans interruptions. 

On trouve ainsi dans l’espace intérieur un décloisonnement de l’espace où les espaces sont ouverts et communiquent entre eux. Les espaces sont donc délimités par le mobilier, les variations de hauteur, qui créent des rétrécissements, des passages. En ce qui concerne la circulation, le mouvement s’avère être comparable à l’écoulement d’un fluide, il doit donc respecter les lois de la mécanique des fluides. La circulation peut alors se référer à un parcours initiatique, comme une promenade architecturale, constituée d’arrêts, de pauses, de rythmes, de déambulations et de vues. Il offre une expérience spatiale particulière et permet de créer plusieurs expériences visuelles par la diversité de parcours intérieurs.

### Les matériaux
Bien que le style qui caractérise le mieux son architecture soit l'architecture organique, Edmond Lay est également proche de l'architecture brutaliste: il est influencé par la seconde période de Wright où celui-ci concevait des structures monolithiques en béton et en pierre. Cette exacerbation de la matière, ce travail aléatoire, irrégulier, fruit de la main de l'homme porte sur tous les éléments du bâtiment comme volonté de « maîtriser la production industrialisée naissante du logement qui est déjà en train d'échapper à la profession des architectes ». Les matériaux employés sont donc en nombre restreint, on pourra citer :
- la faïence et la céramique, qu'il utilise aussi bien au sol, que sur les murs, sur des meubles, ou en ornementation comme à son agence ;
- le marbre, avec lequel il réalise des soubassements et des sols ;
- le verre, absolument nécessaire pour aboutir à cette ouverture et flou entre l'intérieur et l'extérieur. Il est traité soit en très grands panneaux de simple vitrage (qui ont parfois pu être remplacés par du double-vitrage), soit en plus petits éléments, qui cadrent un paysage. Il arrive que le verre soit remplacé par du polycarbonate, lorsque l'il aurait une forme trop complexe, et qu'il doit être recoupé de nombreuses fois pour s'ajuster parfaitement (comme à la maison Auriol, où il suit les formes de la pierre) ;
- la pierre, soit en pierre de taille (pierre de Bidache: pierre calcaire dense) comme à la maison Auriol qu'il utilise par lits de blocs de plusieurs centaines de kilos, soit en galets roulés gris récupéré dans les gaves Pyrénéens. Les galets sont alors assemblés en couches successives, avec un très large joint englobant de béton. Grâce à l'utilisation de sable pendant la phase de coffrage, les galets peuvent être remis à l'air libre après séchage ;
- le béton, comme matière plastique qui lui laisse une complète liberté de traitement de surface (béton avec lits de galets, peigné, en escalier, laissé brut de décoffrage, préfabriqué), mais lui permet aussi une liberté structurelle architectonique lorsqu'il l'utilise pour les grandes portées et pour les porte-à-faux ;
- le bois, massif aussi souvent que possible, utilisé pour les menuiseries, les parois verticales obliques et horizontales, les meubles, la structure, la toiture... Il privilégie souvent le « Red Cedar », bois imputrescible, léger, tendre et aromatique ;
- le métal, pour ses qualités structurelles qui ne nécessite qu'un très faible volume de matière en comparaison de ce que nécessiterait le même élément en bois ou en béton. Il l'utilise ainsi dans son agence pour assembler les différents panneaux de verre, avec une technique semblable à celle du verre agrafé

### L'effet grotte
« Dans le séjour, l'horizontalité affirmée des poutres basses du plafond, la forte présence de la pierre et la forme hexagonale de la pièce renforcent le côté protecteur de l'habitat qu'Edmond Lay apparente à l' « effet grotte »».
Ce terme peut faire penser dans un premier temps aux habitats troglodytes qui désigne un habitat creusé dans la roche.
Nombre d’icônes de l’architecture du XXe siècle affichent une intimité avec la nature géologique souvent mise en valeur de façon spectaculaire grâce aux techniques modernes de construction. Ainsi, dans la célèbre « maison sur la cascade » de Franck Lloyd Wright, construite en Pennsylvanie en 1936, un affleurement de roches en forêt, visible de l’intérieur, devient l’âme de l’habitation. Des maisons d’Oscar Niemeyer au Brésil à celles de John Lautner ou Albert Frey à Palm Spring en Californie, les déclinaisons du couple roche et architecture sont variées.
Au-delà de l’intimité avec la roche, c’est parfois un nouveau paysage minéral qui est recherché par les architectes s’ingéniant à donner des formes rocheuses à leurs bâtiments. Cette démarche s’inscrit en général dans le courant de l’architecture dite « organique » dont Bruno Zévi était l’un des plus ardents défenseurs. La définition de celle-ci n’est pas tant une question de forme que de démarche : « décrire et exalter non l’objet, mais la vie qui le détermine ». Les espaces empruntent parfois un vocabulaire minéral s’inspirant de l’aspect de la roche, en général découpé, brutal, avec des ruptures et des arêtes… Aujourd’hui, l’intérêt pour les formes et les espaces « déstructurés » ou « déconstruits » remet cette esthétique sous les feux de l’actualité. Ces formes rocheuses construites sont rarement massives. Il ne s’agit pas de se protéger au sein d’un bunker ou d’une forteresse, mais de créer une enveloppe bâtie nouvelle, à la géométrie plus naturelle. Certains utilisent le bois et particulièrement les « vêtures » de bardeaux de « Red Cedar » qui se patinent de gris avec le temps, donnant une matière assez mimétique avec le rocher. 
L’architecture-sculpture constitue l’un des courants de l’architecture dite « organique » qui est exprimée différemment selon chacun, de fortes différences entre minéral ou organique pouvant être ressenties lors de la perception du volume bâti, en plan ou en volume. L’architecture organique englobe l’architecture sculpture, troglodyte, paysage, enterrée… Le point commun reste une dimension prioritairement humaine. L’application à un volume habitable correspond à l’idée d’un espace « fluide » conçu par les gestes, pour la circulation de l’homme et son bien-être. 
Toute maison est grotte, toute maison a un côté protecteur. C’est une maison où on se sent bien. La maison n’est donc pas une grotte au sens littéral du terme mais au sens métaphysique.

## L'Agence d'architecture Edmond Lay
L'Agence d'architecture Edmond Lay est l'atelier d'architecture construit en 1965 par l'architecte Edmond Lay à Barbazan-Debat à son retour des États-Unis.
Bien qu'il ait eu également un bureau dans la résidence Foch, rue Larey à Tarbes où il a signé de nombreux plans, c'est dans cet atelier emblématique de Barbazan que se déroulaient la majorité de la conception. Elle n'est plus en activité depuis 1996, l'AVC qu'a subit l'architecte l'ayant empêché de poursuivre son travail. La liberté d'usage qui se retrouve dans une grande majorité de ses bâtiments est bien évidemment présente dans l'agence: après y avoir construit son bateau, il a commencé une restauration dans les années 2000 pour la transformer en maison individuelle. Cependant ce projet n'a pas abouti et cette dernière est actuellement détériorée, mais des projets de sauvegarde voire de classement sont à l'étude.